# 1 Samuel 2

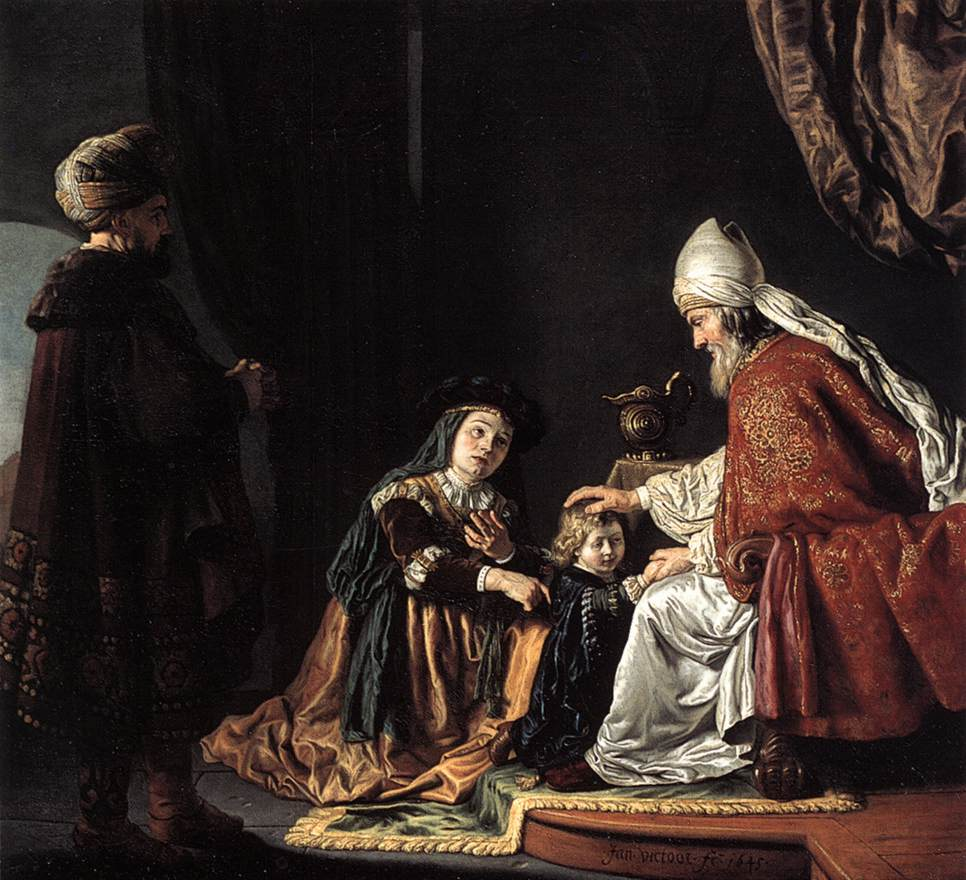
Ana entregando a su hijo Samuel al sacerdote» por Jan Victors, 1645. Según el relato bíblico, Ana cantó su canción cuando presentó a Samuel a Eli el sacerdote.

1 Samuel 1 es el primer capítulo del Primer Libro de Samuel en el Antiguo Testamento de la Biblia cristiana  o la primera parte de los Libros de Samuel en la Biblia hebrea. Relata el Canto de Ana, la corrupción de los sacerdotes descendientes de Eli, el ministerio de Samuel a Dios «incluso cuando era niño» y la profecía de un «hombre de Dios» contra la casa de Elí.

## Texto
El texto original de este capítulo, al igual que el resto de los Libros de Samuel, fue escrito en hebreo. Desde la división de la Biblia en capítulos a finales de la Edad Media, este capítulo se divide en 36 versículos. 

### Testimonios textuales
Algunos manuscritos antiguos que contienen el texto de este capítulo en hebreo son de la tradición del Texto Masorético, que incluye el Códice de Jerusalén (895), el Códice de Alepo (siglo X) y el Códice de Leningrado (1008). Se encontraron fragmentos que contienen partes de este capítulo en hebreo entre los Rollos del Mar Muerto, incluido el 4Q51 (4QSama; 100-50 a. C.) con los versículos 1-10 y 16-36 existentes. 
También hay una diferencia en el griego koiné conocida como la Septuaginta, realizada en los últimos siglos a. C. Entre los manuscritos antiguos existentes de la versión de la Septuaginta se encuentran el Códice Vaticano (B; {\displaystyle \ ara{G}}B; siglo IV) y el Códice Alejandrino (A; {\displaystyle \ ara{G}}A; siglo V).

## Período
- El acontecimiento de este capítulo ocurrió al final del período de los jueces en Israel, alrededor del 1100 a. C.

## Estructura
La Nueva Versión Estándar Revisada organiza este capítulo de la siguiente manera:
- 2:1–11 = Oración de Ana
- 2:12–17 = Los hijos malvados de Elí
- 2:18–21 = El niño Samuel en Silo
- 2:22–36 = Profecía contra la casa de Elí

## Profecía contra la casa de Elí
Los versículos 22 a 25 introducen un tema que trata de la condenación de la casa de Elí a causa de las transgresiones de sus hijos. El Texto Masorético de la Biblia hebrea, el Targum y la traducción de la Vulgata se refieren a los pecados de Ofni y Fineas, que incluyen tanto la apropiación indebida de alimentos llevados al sacrificio en el santuario de Silo como sus relaciones sexuales con «las mujeres que se reunían a la puerta del tabernáculo de reunión». La Septuaginta y los Rollos del Mar Muerto omiten este último asunto.
Elí se entera del comportamiento de sus hijos y les reta a que se reformen, pero ellos no hacen caso de su súplica. Entonces un «hombre de Dios» se acerca a Elí, un profeta del que, según Donald Spence Jones, «no sabemos nada».

### Comentarios sobre Samuel
- Auld, Graeme (2003). «1 & 2 Samuel».  En James D. G. Dunn and John William Rogerson, ed. Eerdmans Commentary on the Bible. Eerdmans. ISBN 9780802837110.
- Bergen, David T. (1996). 1, 2 Samuel. B&H Publishing Group. ISBN 9780805401073.
- Gordon, Robert P. (1999). I & II Samuel, A Commentary. Zondervan. ISBN 978-0310230229.
- Hertzberg, Hans Wilhelm (1964). I & II Samuel, A Commentary (trans. from German 2nd edition 1960 edición). Westminster John Knox Press. p. 19. ISBN 978-0664223182.
- Tsumura, David Toshio (2007). The First Book of Samuel. Eerdmans. ISBN 9780802823595.

### General
- Breytenbach, Andries (2000). «Who Is Behind The Samuel Narrative?».  En Johannes Cornelis de Moor and H.F. Van Rooy, ed. Past, Present, Future: the Deuteronomistic History and the Prophets. Brill. ISBN 9789004118713.
- Coogan, Michael David (2007).  Coogan, Michael David; Brettler, Marc Zvi; Newsom, Carol Ann et al., eds. The New Oxford Annotated Bible with the Apocryphal/Deuterocanonical Books: New Revised Standard Version, Issue 48 (Augmented 3rd edición). Oxford University Press. ISBN 978-0195288810.
- Fitzmyer, Joseph A. (2008). A Guide to the Dead Sea Scrolls and Related Literature. Grand Rapids, MI: William B. Eerdmans Publishing Company. ISBN 9780802862419.
- Halley, Henry H. (1965). Halley's Bible Handbook: an abbreviated Bible commentary (24th (revised) edición). Zondervan Publishing House. ISBN 0-310-25720-4. (requiere registro).
- Hayes, Christine (2015). Introduction to the Bible. Yale University Press. ISBN 978-0300188271.
- Jones, Gwilym H. (2007). «12. 1 and 2 Samuel».  En Barton, John; Muddiman, John, eds. The Oxford Bible Commentary (first (paperback) edición). Oxford University Press. pp. 196-232. ISBN 978-0199277186. Consultado el 6 de febrero de 2019.
- Klein, R.W. (2003). «Samuel, books of».  En Bromiley, Geoffrey W, ed. The International Standard Bible Encyclopedia. Eerdmans. ISBN 9780802837844.
- Knight, Douglas A (1995). «Chapter 4 Deuteronomy and the Deuteronomists».  En James Luther Mays, David L. Petersen and Kent Harold Richards, ed. Old Testament Interpretation. T&T Clark. p. 62. ISBN 9780567292896.
- Ulrich, Eugene, ed. (2010). The Biblical Qumran Scrolls: Transcriptions and Textual Variants. Brill.
- Würthwein, Ernst (1995). The Text of the Old Testament. Grand Rapids, MI: Wm. B. Eerdmans. ISBN 0-8028-0788-7. Consultado el 26 de enero de 2019.